# Angélica Gavaldón
Angélica Gavaldón (née le 3 octobre 1973 à El Centro, Californie) est une joueuse de tennis mexicaine, professionnelle de la fin des années 1980 à 2000.
Par deux fois, elle a joué les quarts de finale à l'Open d'Australie, en 1990 et 1995, respectivement battue par Claudia Porwik et Marianne Werdel Witmeyer. Ce sont là ses meilleures performances en simple dames dans une épreuve du Grand Chelem.
Bien qu'elle n'ait remporté aucun tournoi WTA pendant sa carrière ni même atteint de finale, elle s'est imposée dans quatre tournois ITF (trois en simple et un en double dames) et a atteint son meilleur classement en janvier 1996, à la trente-quatrième place mondiale. En 1992 et 1996, elle représente le Mexique pour les jeux olympiques d'été.
Gavaldón reste à ce jour la plus grande championne mexicaine de l'ère Open, outre Yola Ramírez dans les années 1950.

## Parcours en Grand Chelem

### En simple dames
| Année | Open d'Australie | Open d'Australie  | Internationaux de France | Internationaux de France | Wimbledon       | Wimbledon        | US Open         | US Open          |
| ----- | ---------------- | ----------------- | ------------------------ | ------------------------ | --------------- | ---------------- | --------------- | ---------------- |
| 1990  | 1/4 de finale    | Claudia Porwik    | 1er tour (1/64)          | Raffaella Reggi          | 3e tour (1/16)  | Patty Fendick    | 2e tour (1/32)  | Zina Garrison    |
| 1991  | 1er tour (1/64)  | Nana Miyagi       | -                        | -                        | -               | -                | -               | -                |
| 1992  | 1er tour (1/64)  | Leila Meskhi      | -                        | -                        | -               | -                | -               | -                |
| 1993  | 1er tour (1/64)  | Manuela Maleeva   | 1er tour (1/64)          | Andrea Strnadová         | 2e tour (1/32)  | Marianne Werdel  | 1er tour (1/64) | Jana Novotná     |
| 1994  | 1er tour (1/64)  | Patricia Tarabini | 2e tour (1/32)           | Mary Joe Fernández       | 1er tour (1/64) | Kristine Radford | 2e tour (1/32)  | Patricia Hy      |
| 1995  | 1/4 de finale    | Marianne Werdel   | 1er tour (1/64)          | Veronika Martinek        | 3e tour (1/16)  | Nicole Bradtke   | 3e tour (1/16)  | Brenda Schultz   |
| 1996  | 1er tour (1/64)  | Kimiko Date       | -                        | -                        | 1er tour (1/64) | Katrina Adams    | 1er tour (1/64) | Nathalie Tauziat |
| 1997  | -                | -                 | -                        | -                        | -               | -                | 1er tour (1/64) | Florencia Labat  |
| 1998  | 1er tour (1/64)  | Joannette Kruger  | -                        | -                        | -               | -                | -               | -                |
| 2000  | 2e tour (1/32)   | Sandrine Testud   | -                        | -                        | -               | -                | -               | -                |

À droite du résultat, l’ultime adversaire.

### En double dames
N'a jamais participé à un tableau final.

## Parcours aux Jeux olympiques

### En simple dames
| # | Date       | Nom de l'olympiade             | Surface      | Résultat       | Ultime adversaire | Score    |          |
| - | ---------- | ------------------------------ | ------------ | -------------- | ----------------- | -------- | -------- |
| 1 | 28/07/1992 | Olympic Tennis Event Barcelone | Terre (ext.) | 3e tour (1/8)  | Manuela Maleeva   | 6-0, 6-3 | Parcours |
| 2 | 23/07/1996 | Olympic Tennis Event Atlanta   | Dur (ext.)   | 2e tour (1/16) | Gabriela Sabatini | 6-4, 6-0 | Parcours |

### En double dames
| # | Date       | Nom de l'olympiade             | Surface      | Résultat        | Partenaire    | Ultimes adversaires            | Score         |          |
| - | ---------- | ------------------------------ | ------------ | --------------- | ------------- | ------------------------------ | ------------- | -------- |
| 1 | 28/07/1992 | Olympic Tennis Event Barcelone | Terre (ext.) | 1er tour (1/16) | Lupita Novelo | Rachel McQuillan Nicole Provis | 5-7, 6-3, 6-1 | Parcours |

## Parcours en Coupe de la Fédération
| #                                                                         | Date       | Lieu      | Surface      | Gagnante(s)                    | Perdante(s)                      | Score         |          |
|                                                                           |            |           |              |                                |                                  |               |          |
| 1990 - 1er tour qualifications (groupe mondial) - Chine - Mexique - 2 : 1 |            |           |              |                                |                                  |               |          |
| 1                                                                         | 21/07/1990 | Atlanta   | Dur (ext.)   | Angélica Gavaldón              | Tang Min                         | 6-1, 6-4      | Parcours |
| 1                                                                         | 21/07/1990 | Atlanta   | Dur (ext.)   | Li Fang Tang Min               | Angélica Gavaldón Lupita Novelo  | 6-4, 4-6, 6-4 | Parcours |
|                                                                           |            |           |              |                                |                                  |               |          |
| 1992 - 1er tour (groupe mondial) - Argentine - Mexique - 3 : 0            |            |           |              |                                |                                  |               |          |
| 2                                                                         | 14/07/1992 | Francfort | Terre (ext.) | Mercedes Paz                   | Angélica Gavaldón                | 6-3, 5-7, 6-2 | Parcours |
| 2                                                                         | 14/07/1992 | Francfort | Terre (ext.) | Mercedes Paz Patricia Tarabini | Angélica Gavaldón Lupita Novelo  | 4-6, 6-4, 6-1 | Parcours |
|                                                                           |            |           |              |                                |                                  |               |          |
| 1992 - Barrage (groupe mondial I) - Indonésie - Mexique - 1 : 2           |            |           |              |                                |                                  |               |          |
| 3                                                                         | 16/07/1992 | Francfort | Terre (ext.) | Angélica Gavaldón              | Yayuk Basuki                     | 6-4, 0-6, 8-6 | Parcours |
| 3                                                                         | 16/07/1992 | Francfort | Terre (ext.) | Yayuk Basuki Suzanna Wibowo    | Angélica Gavaldón Lupita Novelo  | 7-5, 3-6, 6-2 | Parcours |
|                                                                           |            |           |              |                                |                                  |               |          |
| 1992 - Barrage (groupe mondial I) - Mexique - Afrique du Sud - 0 : 3      |            |           |              |                                |                                  |               |          |
| 4                                                                         | 17/07/1992 | Francfort | Terre (ext.) | Amanda Coetzer                 | Angélica Gavaldón                | 6-2, 6-1      | Parcours |
| 4                                                                         | 17/07/1992 | Francfort | Terre (ext.) | Mariaan de Swardt Elna Reinach | Angélica Gavaldón Isabela Petrov | 6-0, 6-0      | Parcours |

## Classements WTA en fin de saison

### En simple
| Année | 1988 | 1989 | 1990 | 1991 | 1992 | 1993 | 1994 | 1995 | 1996 | 1997 | 1998 | 1999 | 2000 |
| Rang  | 261  | 191  | 51   | 354  | 143  | 64   | 119  | 36   | 219  | 107  | -    | 379  | 269  |

Source : (en) « Classements de Angélica Gavaldón », sur le site officiel du WTA Tour

### En double
| Année | 1990 |
| Rang  | 252  |

Source : (en) « Classements de Angélica Gavaldón », sur le site officiel du WTA Tour